# Linaceae
Famille
Classification APG III (2009)
Répartition géographique
Les Linaceae (Les Linacées) sont une famille de plantes à fleurs dicotylédones de l'ordre des Malpighiales. Elle comprend une petite centaine d'espèces réparties en 8 à 15 genres.
Ce sont des plantes herbacées, des arbustes et parfois des arbres. C'est une famille cosmopolite des zones froides à tropicales.
Dans cette famille, on peut citer le lin cultivé (genre Linum), cultivé pour les fibres de ses tiges servant à confectionner des tissus ou pour ses graines dont on extrait de l'huile et qui laissent un tourteau utilisé en alimentation animale.

## Étymologie
Le nom vient du genre type Linum issu du latin linum (et du grec λινον linon), désignant les plantes herbacées à tiges fibreuses nommées « lin » en français et par métonymie le fil et le tissu qu'on en fait.

## Classification
La classification phylogénétique place maintenant cette famille dans l'ordre des Malpighiales.
Elle la rapproche des Hugoniacées qui est maintenant considérée comme une sous-famille. Les Linacées actuelles sont donc composées des :
- Linoidées : 240 espèces en 6 genres dont 180 espèces pour le genre Linum à lui seul.
- Hugonioidées : 61 espèces en 4 à 6 genres qui sont des lianes des régions tropicales (Afrique, Madagascar, Indomalaisie, Nouvelle-Calédonie).

## Liste des genres
Selon Angiosperm Phylogeny Website (24 mai 2010) :
- genre Anisadenia (es) Wall. ex Meisn.
- genre Cliococca Bab.
- genre Durandea (es) Planch.
- genre Hebepetalum (es) Benth.
- genre Hesperolinon (en) (A.Gray) Small
- genre Hugonia (en) L.
- genre Indorouchera (es) Hallier f.
- genre Linum L.
- genre Philbornea (es) Hallier f.
- genre Radiola (es) Hill
- genre Reinwardtia (es) Dumort.
- genre Roucheria (es) Planch.
- genre Sclerolinon (en) C.M.Rogers
- genre Tirpitzia (es) Hallier f.

Selon NCBI (24 mai 2010) :
- genre Adenolinum
- genre Anisadenia
- genre Cliococca
- genre Cyrillopsis (es)
- genre Durandea
- genre Hesperolinon
- genre Hugonia
- genre Linum
- genre Millegrana
- genre Phyllocosmus
- genre Radiola
- genre Reinwardtia
- genre Roucheria
- genre Sclerolinon
- genre Tirpitzia

Selon DELTA Angio (24 mai 2010) :
- genre Anisadenia
- genre Cliococca
- genre Hesperolinon
- genre Linum
- genre Radiola
- genre Reinwardtia
- genre Sclerolinon
- genre Tirpitzia

Selon ITIS (24 mai 2010) :
- genre Hesperolinon (Gray) Small
- genre Linum L.
- genre Radiola Hill
- genre Sclerolinon Rogers

## Liste des espèces
Selon NCBI (24 mai 2010) :
- genre Adenolinum
  - Adenolinum lewisii
- genre Anisadenia
  - Anisadenia pubescens
- genre Cliococca
  - Cliococca selaginoides
- genre Cyrillopsis
  - Cyrillopsis paraensis
- genre Durandea
  - Durandea pentagyna
- genre Hesperolinon
  - Hesperolinon adenophyllum
  - Hesperolinon bicarpellatum
  - Hesperolinon breweri
  - Hesperolinon californicum
  - Hesperolinon clevelandii
  - Hesperolinon congestum
  - Hesperolinon didymocarpum
  - Hesperolinon disjunctum
  - Hesperolinon drymarioides
  - Hesperolinon micranthum
  - Hesperolinon sharsmithiae
  - Hesperolinon spergulinum
  - Hesperolinon tehamense
- genre Hugonia
  - Hugonia busseana
  - Hugonia castaneifolia
  - Hugonia gabunensis
  - Hugonia platysepala
- genre Linum
  - Linum africanum
  - Linum album
  - Linum arboreum
  - Linum austriacum
  - Linum berlandieri
  - Linum bienne
  - Linum campanulatum
  - Linum catharticum
  - Linum comptonii
  - Linum decumbens
  - Linum esterhuysenae
  - Linum flavum
  - Linum gracile
  - Linum grandiflorum
  - Linum hirsutum
  - Linum hypericifolium
  - Linum kingii
  - Linum komarovii
  - Linum lewisii
  - Linum littorale
  - Linum macraei
  - Linum marginale
  - Linum maritimum
  - Linum monogynum
  - Linum narbonense
  - Linum neomexicanum
  - Linum nodiflorum
  - Linum oligophyllum
  - Linum pallescens
  - Linum perenne
  - Linum prostratum
  - Linum cf. prostratum Weigend 7324
  - Linum pubescens
  - Linum rupestre
  - Linum stelleroides
  - Linum striatum
  - Linum strictum
  - Linum suffruticosum
  - Linum sulcatum
  - Linum tenue
  - Linum tenuifolium
  - Linum trigynum
  - Linum usitatissimum
  - Linum vernale
  - Linum viscosum
  - Linum volkensii
  - Linum sp. Qiu 96175
- genre Millegrana
  - Millegrana radiola
- genre Phyllocosmus
  - Phyllocosmus lemaireanus
- genre Radiola
  - Radiola linoides
- genre Reinwardtia
  - Reinwardtia cicanoba
  - Reinwardtia indica
  - Reinwardtia trigyna
- genre Roucheria
  - Roucheria calophylla
  - Roucheria schomburgkii
- genre Sclerolinon
  - Sclerolinon digynum
- genre Tirpitzia
  - Tirpitzia sinensis